# Winter Park (Colorado)
Winter Park è un centro abitato (town) degli Stati Uniti d'America, situato nella contea di Grand dello Stato del Colorado. Nel censimento del 2000 la popolazione era di 662 abitanti.

## Geografia fisica
Secondo i rilevamenti dell'United States Census Bureau, Winter Park si estende su una superficie di 20,9 km².